# Pistolet maszynowy Typ 64
Typ 64 – chiński pistolet maszynowy kalibru 7,62 × 25 mm TT. Typ 64 posiada integralny tłumik dźwięku, ale odmiennie od innych typów broni wytłumionej nie jest przeznaczony dla oddziałów specjalnych, ale jest bronią powszechnie używaną w oddziałach piechoty.